# Parasilvanus oblitus
Parasilvanus oblitus là một loài bọ cánh cứng trong họ Silvanidae. Loài này được Grouvelle miêu tả khoa học năm 1909.